# Long Sơn, Minh Long
Long Sơn là một xã thuộc huyện Minh Long, tỉnh Quảng Ngãi, Việt Nam.
Xã Long Sơn có diện tích 75,41 km², dân số năm 2019 là 5.397 người, mật độ dân số đạt 72 người/km².